# NGC 786
NGC 786 في الفهرس العام الجديد، هي مجرة، تقع في كوكبة الحمل (كوكبة). اكتشفت في 26 سبتمبر 1865 بواسطة هاينريش لويس دريست.

## روابط خارجية
- NGC 786 على موقع ويكي سكاي: DSS2, SDSS, GALEX, IRAS, Hydrogen α, X-Ray, Astrophoto, Sky Map, Articles and images